# Schœnenbourg
Schœnenbourg é uma comuna francesa na região administrativa de Grande Leste, no departamento Baixo Reno. Estende-se por uma área de 5,47 km². Em 2010 a comuna tinha 702 habitantes (densidade: 128,3 hab./km²).